# ボクらはいつも恋してる! 金枝玉葉2
『ボクらはいつも恋してる! 金枝玉葉2』（原題：金枝玉葉2、英題：Who's the Woman, Who's the Man?）は、1996年に製作された香港映画。監督は、ピーター・チャン。
1994年に製作された『君さえいれば/金枝玉葉』の続編。

## キャスト
- サム：レスリー・チャン
- ウィン：アニタ・ユン
- フォン：アニタ・ムイ
- ユーロウ：ジョーダン・チャン
- オー：テレサ・リー
- アンティ：エリック・ツァン
- ローズ：カリーナ・ラウ